# Futbolista del año en Canadá
El Futbolista del Año en Canadá (en inglés: Canadian Player of the Year; en francés: Joueur canadien de l’Année) es el máximo premio que reconoce al mejor futbolista masculino y femenino del fútbol en Canadá. Desde el año 2007, la elección del galardón está dirigido por los entrenadores y la prensa especializada.

## Ganadores

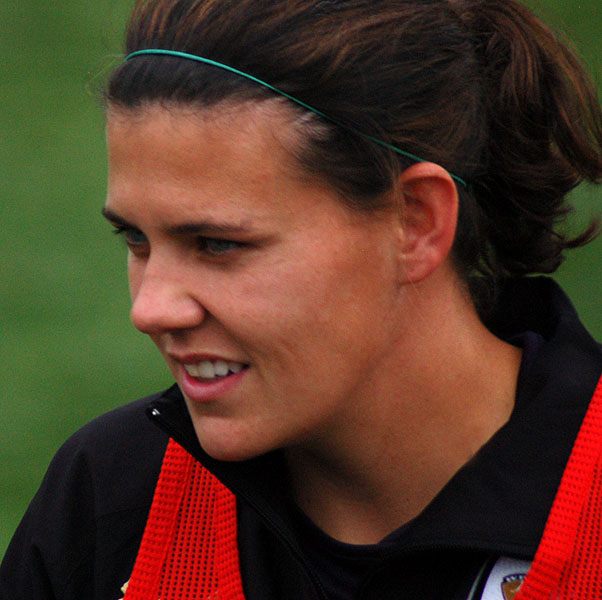
Christine Sinclair ha sido elegida como la futbolista del año en 14 ocasiones.

| Año  | Futbolista del Año (Masculino) | Futbolista del Año (Femenina) |
| ---- | ------------------------------ | ----------------------------- |
| 1993 | Alex Bunbury                   | -                             |
| 1994 | Craig Forrest                  | Charmaine Hooper              |
| 1995 | Alex Bunbury                   | Charmaine Hooper              |
| 1996 | Paul Peschisolido              | Geraldine Donnelly            |
| 1997 | Mark Watson                    | Janine Helland                |
| 1998 | Tomasz Radzinski               | Silvana Burtini               |
| 1999 | Jim Brennan                    | Geraldine Donnelly            |
| 2000 | Craig Forrest                  | Christine Sinclair            |
| 2001 | Paul Stalteri                  | Andrea Neil                   |
| 2002 | Jason de Vos                   | Charmaine Hooper              |
| 2003 | Pat Onstad                     | Charmaine Hooper              |
| 2004 | Paul Stalteri                  | Christine Sinclair            |
| 2005 | Dwayne De Rosario              | Christine Sinclair            |
| 2006 | Dwayne De Rosario              | Christine Sinclair            |
| 2007 | Dwayne De Rosario              | Christine Sinclair            |
| 2008 | Julian de Guzmán               | Christine Sinclair            |
| 2009 | Simeon Jackson                 | Christine Sinclair            |
| 2010 | Atiba Hutchinson               | Christine Sinclair            |
| 2011 | Dwayne De Rosario              | Christine Sinclair            |
| 2012 | Atiba Hutchinson               | Christine Sinclair            |
| 2013 | Will Johnson                   | Christine Sinclair            |
| 2014 | Atiba Hutchinson               | Christine Sinclair            |
| 2015 | Atiba Hutchinson               | Kadeisha Buchanan             |
| 2016 | Atiba Hutchinson               | Christine Sinclair            |
| 2017 | Atiba Hutchinson               | Kadeisha Buchanan             |
| 2018 | Alphonso Davies                | Christine Sinclair            |
| 2019 | Jonathan David                 | Ashley Lawrence               |
| 2020 | Alphonso Davies                | Kadeisha Buchanan             |
| 2021 | Alphonso Davies                | Jessie Fleming                |